# Кэгни, Джеймс

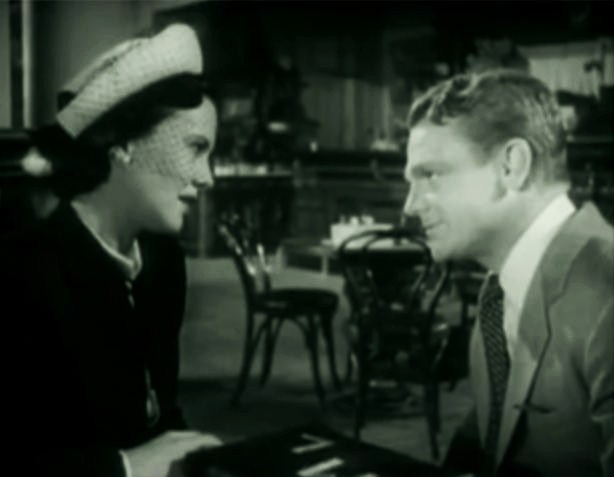
С Гейл Пейдж в фильме «Время твоей жизни (фильм)» (1948)

Джеймс Фрэнсис Кэгни-младший (англ. James Francis Cagney, Jr.; 17 июля 1899, Нью-Йорк — 30 марта 1986, Стэнфорд, Нью-Йорк) — американский актёр театра и кино, артист водевилей и танцор. Американский институт киноискусства поместил его на 8-е место в списке «величайших американских актёров всех времён» (The 50 Greatest American Screen Legends). Принадлежал к числу наиболее востребованных актёров первых лет звукового кинематографа и «Золотого века Голливуда».
Кэгни дебютировал на сцене театра в 1919 году, появившись в ревю Every Sailor. Год спустя он впервые выступил на Бродвее в пьесе Pitter Patter. В течение нескольких лет успешно выступал в роли артиста водевилей, комика и танцора. В 1930 году дебютировал в кино, сыграв роль Гарри Делано в криминальной драме «Праздник грешника» режиссёра Джона Адольфи. Получив положительные рецензии на свои роли в театральных постановках и фильмах, подписал контракт со студией «Warner Bros.». В 1930-х и 1940-х годах прославился ролями гангстеров и головорезов, внеся большой вклад в развитие жанра гангстерского фильма. В 1942 году получил премию «Оскар» за лучшую мужскую роль за образ Джорджа М. Кохана в биографическом мюзикле «Янки Дудл Денди». В общей сложности за время своей карьеры в кино был номинирован на эту премию трижды. В 1984 году был награждён Президентской медалью Свободы.
Среди его самых известных фильмов: «Враг общества» (1931), «Парад в огнях рампы» (1933), «В дело вступает флот» (1934), «Ангелы с грязными лицами» (1938), «Судьба солдата в Америке» (1939), «Янки Дудл Денди» (1942), «Белое каление» (1949), «Люби меня или покинь меня» (1955) и «Человек с тысячью лиц» (1957). В общей сложности Кэгни снялся в 62 картинах.

## Биография

### Ранние годы
Джеймс Фрэнсис «Джимми» Кэгни родился в Нижнем Ист-Сайде на Манхэттене в Нью-Йорке. Биографы не согласны с точным местом рождения актёра: это либо угол Avenue D и 8th Street , либо квартира на верхнем этаже по адресу 391 East Eighth Street, которая указана в свидетельстве о рождении. Его отец Джеймс Фрэнсис Кэгни-старший (1875—1918) имел ирландские корни. На момент рождения сына он работал барменом и занимался любительским боксом, хотя в свидетельстве о рождении Кэгни мл. занесён в качестве телеграфиста. Матерью актёра была Кэролин Элизабет (урождённая Нельсон, 1877—1945), чей отец был норвежским капитаном корабля, а мать ирландкой.
Кэгни был вторым из семи детей, двое из которых умерли через несколько месяцев после рождения. В детстве он был настолько болезненным ребёнком, что его мать боялась, что он умрёт прежде, чем его крестят. В последующие годы актёр связывал эту ситуацию с бедностью, в которой жила его семья. Таинство миропомазания было совершено в католической церкви св. Франциска Сальского на Манхэттене.
В 1918 году окончил Stuyvesant High School в Нью-Йорке и продолжил своё образование в Колледже Колумбия в Колумбийском университете, где намеревался учиться в области искусства. Он присоединился к Student Army Training Corps и начал учить немецкий язык, но после смерти отца, вызванной пандемией гриппа, бросил университет после семестра учёбы и вернулся домой.
Чтобы обеспечить семью, брался за разную работу, зарабатывая деньги, среди прочего, младшим архитектором, посыльным в редакции «The Sun», разносчиком книг в Нью-Йоркской публичной библиотеке, швейцаром в отеле, чертёжником и ночным портье. Работая в Нью-Йоркской публичной библиотеке, встретил Флоренс Джеймс, которая помогла ему в развитии актёрской карьеры.
В юном возрасте начал обучаться чечётке (навык, который способствовал получению премии «Оскар»). Он имел обыкновение танцевать на наклонных дверях в погреб, за что получил прозвище «cellar door Cagney». Слыл хорошим уличным бойцом, при необходимости защищал своего старшего брата Генри, студента-медика. Как и отец, занимался любительским боксом и занял второе место за титул чемпиона штата Нью-Йорк в лёгком весе. Тренеры рекомендовали ему профессионально заниматься спортом, однако его мать не согласилась. Он также играл в бейсбол в полупрофессиональной местной команде и мечтал играть в Главной лиге.
Интерес Кэгни к кино появился в результате стечения обстоятельств. Посещая свою тётю, которая жила в Бруклине возле Vitagraph Studios, он перелезал через забор, чтобы посмотреть на съёмки фильмов Джона Банни. Затем стал участвовать в самодеятельном театре, играя мальчика в китайской пантомиме в Lenox Hill Neighborhood House, одном из первых сетлемент-клубов в стране. Он выступал вместе со своим братом Гарри в пьесе, поставленной Флоренс Джеймс, будущей подругой актёра. Первоначально Кэгни работал за кулисами, не проявляя интереса к самим выступлениям. Изменение произошло, когда в результате болезни старшего брата он был вынужден заменить его на сцене. Хотя он не был дублёром, обладая фотографической памятью, он выполнил все действия без каких-либо предварительных репетиций. Позже он появился во многих различных ролях в ряде театральных коллективов.

### 1920-е годы. Сценические выступления
В 1919 году, работая в универмаге Wanamaker’s, узнал от коллеги о предстоящем производстве Every Sailor. Военное представление, в котором хор состоял из солдат, одетых как женщины, изначально называлось Every Woman. Кэгни был прослушан на роль одного из участников хора. Он знал только один шаг — пибоди, разновидность бальных танцев, которую он освоил до совершенства. Этого было достаточно, чтобы убедить продюсеров. Он узнал об остальных шагах от остальных танцоров, ожидая дальнейших действий. В последующие годы он признался, что эта роль позволила ему преодолеть свою стеснительность. «Там, на сцене, я не я, я не парень Джимми Кэгни. Я потерял всё его осознание, когда надевал юбку, парик, высокие каблуки, я делал пудру и наносил пудру.» Несмотря на положительный приём искусства, мать предпочла, чтобы её сын продолжил учёбу и получил хорошее образование. Кэгни высоко оценил заработок в 35 долларов, который он получил за неделю, назвав его «гора денег для меня в эти смутные дни». Желая пощадить страхи своей матери, он был нанят в качестве посредника в брокерском доме. Это не помешало ему заняться сценической деятельностью. Он ходил на прослушивания с участием хора в мюзикле Pitter Patter Уильяма Б. Фридландера. Когда он получил работу, он зарабатывал 55 долларов в неделю, из которых 40 долларов он посылал своей матери. Из-за сильной привычки иметь больше чем одну работу, Кэгни в то время был также платяным шкафом для одного из главных актёров, багажом для оставшегося броска и героем главного героя[прояснить]. Среди участников хора была 19-летняя Фрэнсис Уиллард «Билли» Вернон, на которой он женился в 1922 году. Это выступление положило начало 10-летним отношениям Кэгни с водевилем и Бродвеем. Джеймс и «Билли» были одними из первых жителей Свободного Акра, социального эксперимента, созданного Болтоном Холлом в Беркли-Хайтс, штат Нью-Джерси.
Искусство Pitter Patter не имело большого успеха, но оно все ещё показывалось в течение 32 недель, позволяя Кэгни присоединиться к театру путешествий водевиля. Он и Вернон в основном путешествовали раздельно как часть нескольких разных трупп. У них была возможность выступить вместе как танцевальный дуэт «Вернон и Най» с простыми комедийными и музыкальными номерами. Одной из труппы, к которой присоединился актёр, был «Паркер, Рэнд и Лич», занявший вакансию, когда Арчи Лич, который впоследствии сменил имя на Кэри Грант, покинул её.
В 1925 году Кэгни получил свою первую важную роль, сыграв молодого человека в трехактной пьесе «Вне дома» драматурга и лауреата Пулитцеровской премии Максвелла Андерсона. Благодаря выступлениям в спектакле он зарабатывал 200 долларов в неделю. Как и в случае с Pitter Patter, Кэгни пошёл на прослушивание с небольшой надеждой получить роль. Он также не имел опыта в драме. Он чувствовал, что получил его только потому, что его волосы были более грубыми, чем у Алана Банса—второго, рядом с Кэгни, рыжеволосым художником в Нью-Йорке. Актёр получил положительные отзывы прессы. Еженедельный журнал «Жизнь» писал: «Мистер Кэгни в менее захватывающей роли [чем другие главные исполнители] делает несколько минут своего молчания во время сцены смоделированного процесса — это то, что многие более признанные актёры могут увидеть с пользой». Театральный критик Burns Mantle признал, что «в пьесе содержалась самая заслуживающая доверия актёрская игра, которую в настоящее время можно увидеть в Нью-Йорке». В последующие годы он открыл танцевальную школу для профессионалов и в течение четырёх месяцев играл главную роль в женской драме «Go Go Forever», режиссёр Джон Кромвель. Как он подчеркнул, это было «значительным» для него из-за «талантливых режиссёров, с которыми он имел возможность встретиться».
Кэгни получил мнение новаторского учителя, поэтому, когда он сыграл в бродвейском мюзикле Grand Street Follies 1928 года, он также был хореографом. Искусство получило положительные отзывы в прессе. Год спустя он появился в продолжении Гранд-стрит Фоллис 1929 года. Эти роли стали источником вдохновения для создания произведения «Мэгги Великолепная» драматурга Джорджа Келли. Хотя сама игра не получила признания среди критиков, роль Кэгни получила высокую оценку.

### 1930-е годы. Warner Bros.
В постановке Maggie the Magnificent он сыграл вместе с Джоан Блонделл, с которой он также появился в спектакле Penny Arcade. Критики льстили творениям главных героев. Эл Джолсон приобрёл права на спектакль за 20 тыс. долларов. Затем они были перепроданы «Warner Bros.» с оговоркой, что Блонделл и Кэгни будут сниматься в версии фильма. Премьера фильма под названием «Праздник грешника» (режиссёр Джон Г. Адольфи) состоялась 11 октября 1930 года. Кэгни получал 500 долларов в неделю в обмен на подписание трехнедельного контракта с лейблом. В картине Адольфи он создал фигуру Гарри Делано, крутого парня, который становится убийцей, но вызывает сострадание к своему несчастному детству. Роль симпатичного «злого» героя часто повторяется в его более поздних фильмах. На съёмочной площадке он также проявил большое упрямство и твердость, отказываясь, среди прочего, режиссёр произнес одно из предложений: "В фильме был вопрос, который мне пришлось постучать по груди моей матери … [Этот вопрос] звучал так: «Я твой ребёнок, не так ли?» Я отказался сказать это. Адольф ответил: «Я расскажу Зануку». Я ответил: «Я в заднице, что ты ему скажешь, я не скажу, дело». Наконец, предложение, являющееся предметом аргумента, было удалено из текста. Несмотря на этот инцидент, актёр пользовался доверием представителей студии, которые продлили контракт с ним за четыре недели до окончания производства, а затем представили семилетний контракт. Под ним Кэгни зарабатывал 400 долларов в неделю. Он поделился своей зарплатой со своей ближайшей семьёй. Он получил лестные отзывы о своём дебюте в кино. В том же году он снялся в месте преступления «Ворота в ад» (режиссёр Арчи Майо), вновь сыграв роль гангстера. Фильм оказался кассовым успехом и оказал значительное влияние на растущую репутацию Кэгни. На волне большого интереса к гангстерскому кинематографу, «Warner Bros.» реализовал в 1931 году картину «Маленький Цезарь» с Эдвардом Г. Робинсоном в главной роли, а затем приступил к работе над «Врагом общества» режиссёра Уильяма Уэллмана.

#### «Враг общества»
Из-за лестных рецензий, собранных для двух предыдущих фильмов, Кэгни была дана роль «хорошего» героя Мэтта Дойла, а Эдварду Вудсу — «плохого» Тома Пауэра. После первых кадров роли обоих актёров были изменены. Бюджет имиджа составил 151 тыс. долларов, но это стало одним из первых малобюджетных производств с доходом, превышающим миллион долларов. За создание образа Пауэра Кэгни получил признание критиков. New York Herald Tribune пишет: «Самое беспощадное, бессмысленное описание зла маленького убийцы, когда-либо созданного». После премьеры картины Кэгни стал звездой. Хотя он осознавал важность этой роли для своей карьеры, он всегда сомневался в том, что она изменила способ, которым изображались герои и главные роли в фильме. Он вспомнил пример удара Барбари Стэнвик Кларком Гейблом в фильме Nocna nurarka (режиссёр Уильям А. Веллман), который он считал более важным. У многих критиков есть сцена, в которой герой, которого играет Кэгни, разбивает грейпфрут на лице Мэй Кларк, которого он считает одним из самых запоминающихся в истории фильма. Идея его реализации была предметом обсуждения. Сам Кэгни признался: «Мне жаль, что я согласился когда-нибудь разбить грейпфрут. Я никогда не ожидал, что это будет показано в фильме. Режиссёр Уильям Уэлман неожиданно придумал эту идею. Это даже не было написано в сценарии». Многие последующие постановки подражали знаменитой сцене, в том числе Ли Марвин брызгает горячий кофе на лицо Глории Грэйм в фильме «Баннион» (1953, режиссёр Фриц Ланг) .
После положительного приёма «Маленького Цезаря» и «Врага общества», лейбл «Warner Bros.» решил привлечь Кэгни и Робинсона к криминальной драме «Умные деньги» (режиссёр Альфред Э. Грин). Кэгни появился в роли второго плана, сыграв персонажа Джека. Подобно предыдущему рисунку, персонаж, созданный актёром, проявил физическую жестокость по отношению к женщине (в исполнении Эвалин Кнапп).
С введением Кодекса Хейса, особенно указа о насилии на экране, Warner Bros. позволило Кэгни изменить свой имидж. Актёр сыграл вместе с Джоан Блонделл в романтической комедии «Безумная блондинка» (режиссёр Рой Дель Рут). Когда проект был закончен, «Враг общества» всё ещё заполнял кинотеатры во время вечерних показов. Кэгни начал сравнивать свою заработную плату с другими актёрами, убеждением, что его контракт позволяет ему корректировать свои доходы в зависимости от успеха фильмов, в которых он сыграл. Warner Bros. не согласился и отказался поднять. Студия настаивала на том, что актёр все равно будет продвигать свои фильмы, и даже те, в которых он не выступал. Находясь в Нью-Йорке, его брат исполнял обязанности агента, и он давил на представителей лейбла, чтобы увеличить свою зарплату и свободу выбора ролей. Успех публики «Врага общества» и «Безумной блондинки» вынудили Warner Bros. дать согласие на увеличение гонорара. Кэгни зарабатывал 1000 долларов в неделю согласно новому контракту. Его первым фильмом по возвращении из Нью-Йорка была картина «Такси!» (режиссёр Рой Дель Рут), где он выступал с Лореттой Янг. В фильме впервые на экране представлены его танцевальные навыки, а в последний раз он позволил себе снимать с настоящими боеприпасами, относительно частыми в то время в фильмах (ранее в него стреляли во «Враге общества», но в «Такси!» это было почти достаточно, чтобы быть поражённым). В начальной сцене этого фильма он бегло говорил на идише, который использовал в детстве в Нью-Йорке. Образ Рут получил благоприятные мнения.
Несмотря на успех производства с его участием, Кэгни не был удовлетворен контрактом. Актёр хотел заработать больше денег в случае положительного приёма фильмов, но он также предложил более низкое вознаграждение в случае, если они окажутся неудачниками. Кэгни хотел заработать 4000 долларов в неделю, так же, как Эдвард Г. Робинсон, Дуглас Фэрбенкс-младший и Кэй Фрэнсис. Представители фабрики отказались и отстранили актёра. Кэгни объявил, что он сделает ещё три фильма бесплатно, если Warner Bros. оставит пять лет до выполнения контракта. Он также угрожал отказаться от Голливуда и вернуться в Колумбию, чтобы начать медицинские исследования, как его братья. После шести месяцев отстранения Франк Капра увеличил зарплату Кэгни примерно до 3000 тыс. долларов в неделю, гарантируя ему главные роли и участие не более чем в четырёх фильмах в год.
Узнав о системе продажи кинотеатров, изучив несколько фильмов в одном пакете (блочное бронирование), что почти всегда гарантировало им большую прибыль, Кэгни регулярно отправлял деньги своим друзьям, хотя и старался не обнародовать этот факт. Его настойчивое желание сниматься не более чем в четырёх фильмах в год было связано со знаниями актёров, даже несовершеннолетних, которые часто работали по 100 часов в неделю, чтобы иметь возможность снимать больше фильмов. Этот опыт стал важной причиной участия Кэгни в создании Гильдии киноактёров в 1933 году.
Кэгни с успехом воплотил в классическом Голливуде типаж «плохого парня». Его хрипловатый раскатистый голос выдавал неистощимые запасы взрывного темперамента. Всю свою жизнь он боролся с навязываемым ему типажом. Его актёрский диапазон простирался от ролей в экранизациях Шекспира («Сон в летнюю ночь» Макса Рейнхардта) до сатирических комедий («Один, два, три» Билли Уайлдера). Свой единственный «Оскар» он выиграл за мюзикл «Янки Дудл Денди» (1942), когда являлся президентом Гильдии киноактёров США (1942—1944).
После неудачного режиссёрского опыта в 1957 году Кэгни стал сокращать свои появления в кино. В 1970-е годы из-за проблем со здоровьем он окончательно отошёл от работы в кино и написал книгу мемуаров. В 1981 году по приглашению Милоша Формана исполнил небольшую, но запоминающуюся роль в «Рэгтайме».
На похоронах актёра на кладбище «Врата Небес» в пригороде Нью-Йорка с проникновенной речью выступил его старый товарищ, Рональд Рейган, назвавший его одним из лучших актёров Америки. За два года до этого Рейган вручил ему высшую гражданскую награду США — Президентскую медаль Свободы.

## Семья
Братья: Эдвард Кэгни, Уильям Кэгни. Сестра: актриса Джинн Кэгни. Жена: Фрэнсис Кэгни. Дети: Джеймс Кэгни мл. и Кэтлин Кэгни.

## Избранная фильмография
| Год  |   | Русское название              | Оригинальное название     | Роль                        |
| ---- | - | ----------------------------- | ------------------------- | --------------------------- |
| 1930 | ф | Праздник грешника             | Sinners’ Holiday          | Гарри Делано                |
| 1931 | ф | Умные деньги                  | Smart Money               | Джек                        |
| 1931 | ф | Враг общества                 | The Public Enemy          | Том Пауэрс                  |
| 1931 | ф | Женщины других мужчин         | Other Men's Women         | Эд «Эдди» Бейли             |
| 1932 | ф | Убийственная леди             | Lady Killer               | Дэн Куигли                  |
| 1933 | ф | Мэр ада                       | The Mayor of Hell         | Пэтси Гэрган                |
| 1933 | ф | Охотник за фотографиями       | Picture Snatcher          | Дэнни Кин                   |
| 1933 | ф | Парад в огнях рампы           | Footlight Parade          | Честер Кент                 |
| 1935 | ф | Сон в летнюю ночь             | A Midsummer Night’s Dream | Основа                      |
| 1935 | ф | Джимены                       | G Men                     | Джеймс «Брик» Дейвис        |
| 1936 | ф | Классный парень               | Great Guy                 | Джонни Кейв                 |
| 1938 | ф | Ангелы с грязными лицами      | Angels with Dirty Faces   | Рокки Салливан              |
| 1939 | ф | Судьба солдата в Америке      | The Roaring Twenties      | Эдди Бартлетт               |
| 1939 | ф | Каждое утро я умираю          | Each Dawn I Die           | Фрэнк Росс                  |
| 1941 | ф | Клубничная блондинка          | The Strawberry Blonde     | Т. Ф. «Бифф» Граймс         |
| 1942 | ф | Янки Дудл Денди               | Yankee Doodle Dandy       | Джордж М. Коэн              |
| 1945 | ф | Кровь на солнце               | Blood on the Sun          | Ник Кондон                  |
| 1947 | ф | Дом 13 по улице Мадлен        | 13 Rue Madeleine          | Robert Emmett 'Bob' Sharkey |
| 1949 | ф | Белое каление                 | White Heat                | Артур «Коуди» Джерретт      |
| 1950 | ф | Распрощайся с завтрашним днём | Kiss Tomorrow Goodbye     | Ральф Коттер                |
| 1952 | ф | Какова цена славы             | What Price Glory?         | капитан Флэгг               |
| 1955 | ф | В укрытии                     | Run for Cover             | Мэтт Доу                    |
| 1955 | ф | Люби меня или покинь меня     | Love Me or Leave Me       | Мартин Снайдер              |
| 1955 | ф | Мистер Робертс                | Mister Roberts            | капитан Мортон              |
| 1961 | ф | Один, два, три                | One, Two, Three           | К. Р. Макнамара             |
| 1981 | ф | Рэгтайм                       | Ragtime                   | комиссар Райнлендер Уолдо   |